# Stefan Svanström
Stefan Anders Svanström, född 19 maj 1972 i Sankt Lars församling i Linköping, är en svensk kommunikatör, ekonom och politiker (kristdemokrat), som var riksdagsledamot (tjänstgörande ersättare) 2013–2014 och 2016–2017 för Stockholms kommuns valkrets.
Han är sedan 2015 kommunikationschef och chef för samhällskommunikation på omsorgsföretaget Attendo. Dessförinnan var han senior konsult på pr-byrån Prime. Under mandatperioden 2006–2010 arbetade han på Finansdepartementet som politiskt sakkunnig i finansmarknadsfrågor hos kommun- och finansmarknadsminister Mats Odell. Före valet 2006 arbetade han som chefsekonom för Kristdemokraterna och var sekreterare i den arbetsgrupp inom Allians för Sverige som tog fram den gemensamma ekonomiska politiken. Han har dessförinnan arbetat som makroanalytiker på Länsförsäkringar och Riksbanken samt som ekonomijournalist på Finanstidningen.
I valet 2010 kandiderade han till riksdagen som sjunde namn på riksdagslistan för Kristdemokraterna i Stockholms stad. Valresultatet ledde till att han utsågs till ersättare. Från den 22 augusti 2013 till den 28 februari 2014 tjänstgjorde han i riksdagen som ersättare för Caroline Szyber med uppdrag i Justitieutskottet.
I valet 2014 omvaldes Svanström som ersättare till riksdagen. Han tjänstgjorde i Sveriges riksdag som ersättare för Caroline Szyber från den 11 oktober 2016 till den 1 januari 2017 med uppdrag i Konstitutionsutskottet.
Stefan Svanström bor i Danderyd tillsammans med sin maka Erika Svanström.